# NS 8800

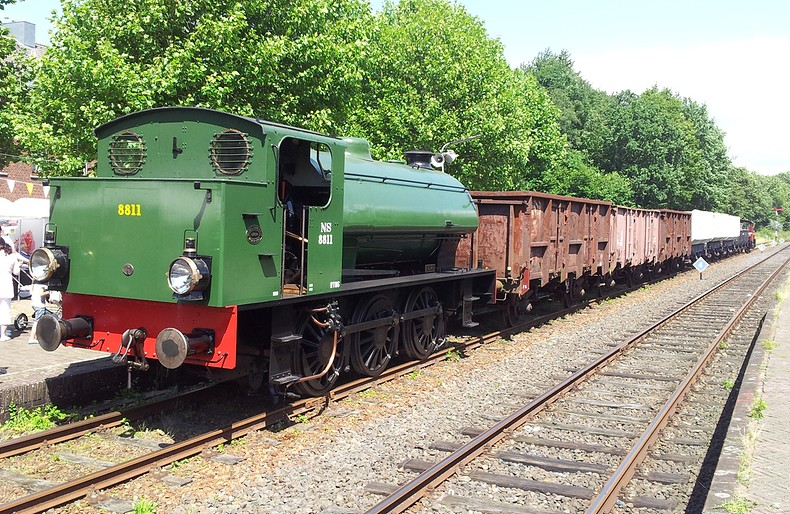
NS 8811 van de Stoom Stichting Nederland.

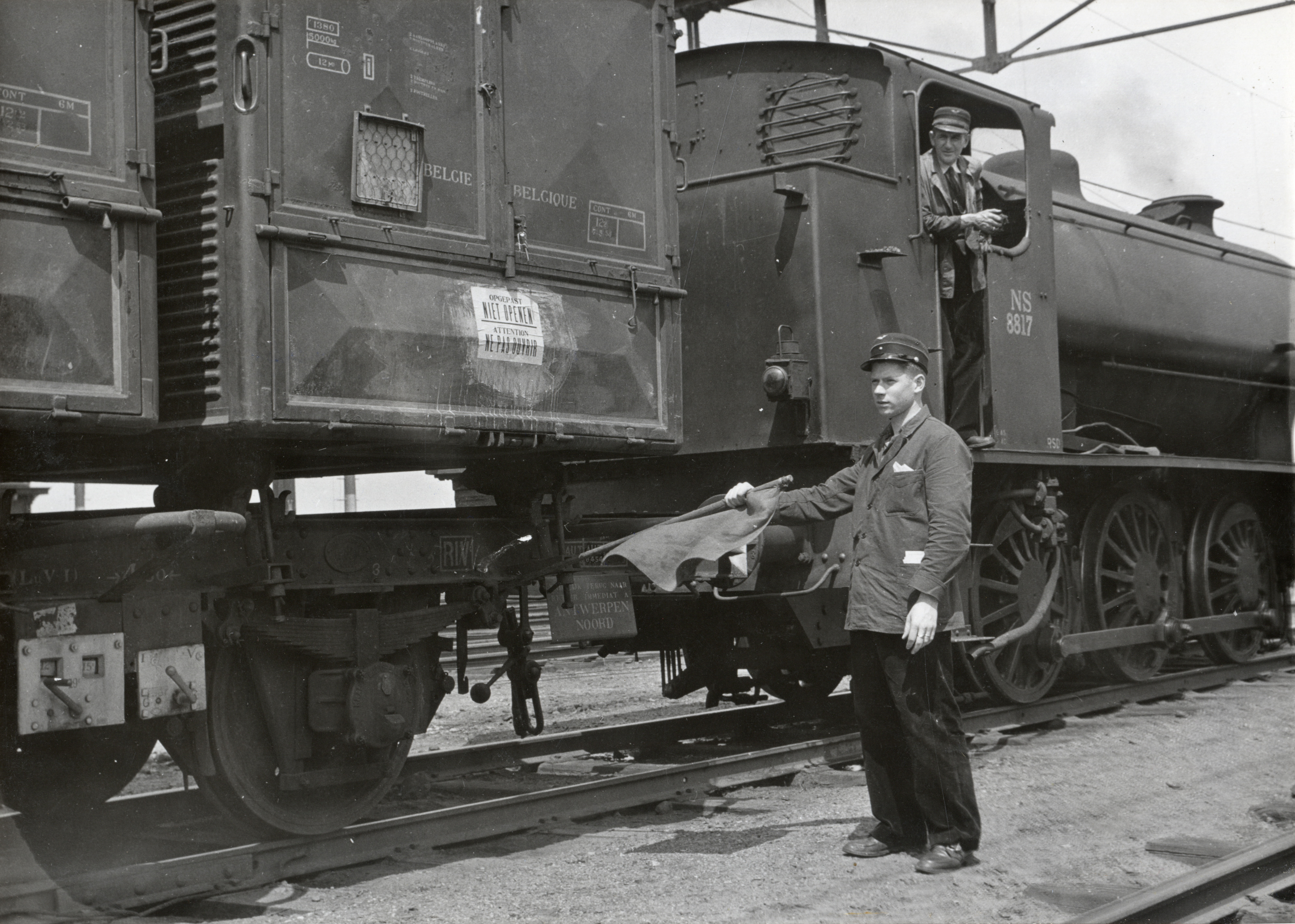
Rangeerder bij de stoomlocomotief nr. 8817 op het emplacement te Roosendaal (04-06-1954)

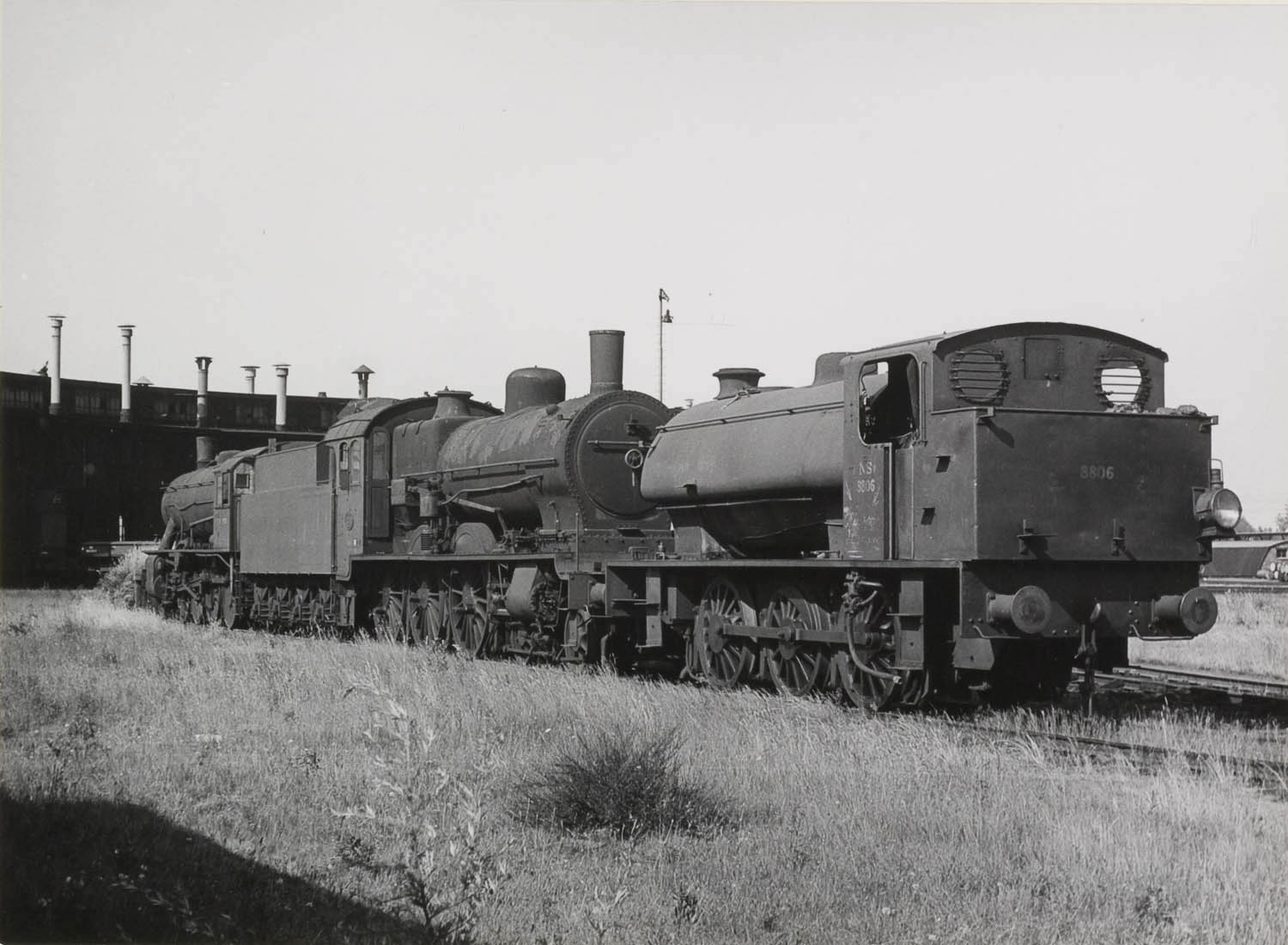
NS 8806, 3707 en 4398 in afwachting voor de sloop. (28-06-1957)

De serie NS 8800 was een serie tenderlocomotieven van de Nederlandse Spoorwegen voor de rangeerdienst. Van de in totaal circa 324 in Engeland gebouwde zadeltanklocomotieven van het type Hunslet Austerity 0-6-0ST werden vele door de Britse War Department gebruikt tijdens hun strijd tegen het Duitse leger op het vasteland van West-Europa.

## Inzet bij de NS
Na het vertrek van het Britse leger in 1945 nam de Nederlandse Spoorwegen 31 exemplaren over. Vier stuks werden na korte tijd aan de Staatsmijnen in Limburg verkocht. De overige 27 kregen de NS nummers 8801-8827 en werden tot 1957 gebruikt in de rangeerdienst. Daar voldeden ze zeer goed en hadden de naam geen enkele trein "te laten staan". Het samenstellen of uithalen van een zware kolentrein was geen enkel probleem voor deze locs en ze waren geliefd bij zowel machinisten als stokers. Ze werden beschouwd als de beste austerities die de Engelse achterlieten. Met hun watertenders die als een zadel (vandaar de naam zadeltank-locomotief) om de ketel waren gebouwd en hun twee binnenliggende cilinders oogden zij totaal anders dan de traditionele Nederlandse rangeerlocs van de series NS 8700 en NS 9500. In de jaren tussen 1953 en 1957 werden zes exemplaren verkocht, vijf aan de Laura en Julia Steenkolenmijnen (8811 en 8826 in 1953, 8812 in 1954, 8807 en 8815 in 1957) en één aan de Verenigde Coöperatieve Suikerfabrieken te Roosendaal (8817 in 1955). De resterende machines werden in dezelfde jaren gesloopt.

## Periode na de NS
Nadat de inzet bij de NS in 1957 ten einde kwam, werden er een groot aantal verkocht aan de Laura en Julia Mijn en de Oranje Nassau mijn, waar ze tot het sluiten van de mijnen in 1974 in gebruik bleven. De locomotieven die waren verkocht aan de Staatsmijnen werden gesloopt in de periode 1960-1961. Drie exemplaren zijn bewaard gebleven. In 1981 kocht de Stoom Stichting Nederland de in 1943 door Hudswell Clarke gebouwde voormalige NS 8811. In 2010 werd deze locomotief gedeeltelijk rijvaardig gemaakt. Op 13 april 2012 werd de inmiddels geheel gerestaureerde loc aan genodigden gepresenteerd op het het depot van de SSN. De in 1944 door Hunslet gebouwde voormalige NS 8826 werd in 1975 overgenomen door de Metaalhandel Gebr. van Raak in Tilburg, die de loc tussen 1976 en 1981 in bruikleen aan de Stichting Stoomtrein Tilburg-Turnhout gaf voor stoomritten op de spoorlijn Tilburg - Turnhout. Daarna keerde de loc weer terug naar Tilburg. In 1998 werd de loc door de Zuid-Limburgse Stoomtrein Maatschappij aangekocht met de bedoeling deze weer rijvaardig op te knappen. De ketel van de voormalige NS 8812 op het frame van de voormalige NS 8815 is teruggekeerd naar Engeland, waar de loc is voorzien van de naam 'Walkden' en wordt ingezet op de Ribble Steam Railway.
| NS nummer | WD nummer | Fabrikant       | Bouwjaar | Fabrieksnummer | Afvoer | Bijzonderheden |
| --------- | --------- | --------------- | -------- | -------------- | ------ | --- |
| 8801      | (7)5000   | Hunslet         | 1943     | 2849           | 1956   | |
| 8802      | (7)5001   | Hunslet         | 1943     | 2850           | 1956   | |
| 8803      | (7)5012   | Hunslet         | 1943     | 2861           | 1955   | |
| 8804      | (7)5013   | Hunslet         | 1943     | 2862           | 1956   | |
| 8805      | (7)5020   | Hunslet         | 1943     | 2869           | 1956   | |
| 8806      | (7)5025   | Hunslet         | 1943     | 2874           | 1957   | |
| 8807      | (7)5051   | RSH             | 1943     | 7087           | 1957   | In 1957 verkocht aan de mijn Julia en LV 16 genummerd. |
| 8808      | (7)5054   | RSH             | 1943     | 7090           | 1955   | |
| 8809      | (7)5059   | RSH             | 1943     | 7095           | 1956   | |
| 8810      | (7)5066   | RSH             | 1943     | 7102           | 1956   | |
| 8811      | (7)5080   | Hudswell Clarke | 1943     | 1737           | 1953   | In 1953 verkocht aan de mijn Julia en Julia IV, later "LV 12", genummerd en sinds 1962 vernummerd in LV 13. In 1975 verkocht aan metaalhandel Van Raak in Tilburg. Ze werd bij de LV vernummerd omdat de ketel het nummer bepaalde. Ze was opgeborgen in een loods in Eygelshoven. Sinds 1980 bewaard bij de Stoom Stichting Nederland. De 8811" bestaat nu uit het frame van de "LV12" en een nieuwe ketel maar omdat de voorlaatste ketel van de 8811' was is de huidige loc ook 8811" (de tweede) genoemd. Ze is rijvaardig bij de SSN en rijdt onder andere op de open dagen. |
| 8812      | (7)5082   | Hudswell Clarke | 1943     | 1739           | 1954   | In 1954 verkocht aan de mijn Julia en LV 15 genummerd. Bij Laura & Vereeniging is de ketel van de ex-8812 geplaatst op het frame van de ex-8815. In 1975 verkocht aan metaalhandel Van Raak in Tilburg, die de loc verhuurde aan de SSTT als onderdelenleverancier voor de 8826. In 1988 verkocht aan een groep Engelse liefhebbers in Southport en nadien in gebruik bij Ribble Steam Railway. |
| 8813      | (7)5085   | Hudswell Clarke | 1943     | 1744           | 1954   | |
| 8814      | (7)5098   | Hudswell Clarke | 1944     | 1761           | 1954   | |
| 8815      | (7)5105   | Hunslet         | 1944     | 3155           | 1957   | In 1957 verkocht aan de mijn Julia en LV 17 genummerd. |
| 8816      | (7)5106   | Hunslet         | 1944     | 3156           | 1955   | |
| 8817      | (7)5123   | Hunslet         | 1944     | 3173           | 1955   | In 1957 verkocht aan de Verenigde Coöperatieve Suikerfabrieken in Roosendaal, aldaar ingezet tot eind jaren zestig. In 1970 geschonken aan de Stoomtrein Goes - Borsele, maar in 1979 gesloopt. |
| 8818      | (7)5155   | Bagnall         | 1944     | 2743           | 1955   | |
| 8819      | (7)5157   | Bagnall         | 1944     | 2745           | 1955   | |
| 8820      | (7)5160   | Bagnall         | 1944     | 2748           | 1954   | |
| 8821      | (7)1490   | Hudswell Clarke | 1944     | 1766           | 1954   | |
| 8822      | (7)5026   | Hunslet         | 1943     | 2875           | 1954   | |
| 8823      | (7)5053   | RSH             | 1943     | 7089           | 1955   | |
| 8824      | (7)5086   | Hudswell Clarke | 1944     | 1745           | 1954   | |
| 8825      | (7)5104   | Hunslet         | 1944     | 3154           | 1956   | |
| 8826      | (7)5115   | Hunslet         | 1944     | 3165           | 1953   | In 1953 verkocht aan de mijn Julia en Julia V genummerd, sinds 1962 vernummerd in LV 14. In 1975 verkocht aan metaalhandel Van Raak in Tilburg, die de loc verhuurde aan de SSTT. In 1998 verkocht aan de Zuid-Limburgse Stoomtrein Maatschappij |
| 8827      | (7)5199   | RSH             | 1944     | 7149           | 1954   | |